# Gerbillus lowei
Gerbillus lowei — вид піщанок, який поширена переважно в Судані; Джебель Марра. Вважається, що в дикій природі збереглося менше 250 особин цього виду.